# Provincia di Cuneo
La provincia di Cuneo (provincia ëd Coni in piemontese, província de Coni in occitano, provìnsa de Cùnio in ligure) è una provincia italiana del Piemonte di 581 664 abitanti. Contando anche le 14 città metropolitane, è la ventinovesima provincia italiana per popolazione, seconda per numero di comuni (247), nonché quarta per superficie subito dietro le province di Sassari, Bolzano e Foggia. Per questo in Piemonte è anche detta la Granda ("grande" in piemontese).
Confina a ovest con la Francia (dipartimenti delle Alte Alpi, delle Alpi dell'Alta Provenza e delle Alpi Marittime nella regione Provenza-Alpi-Costa Azzurra), a nord con la città metropolitana di Torino, a est con la provincia di Asti, a sud con la Liguria (province di Imperia e di Savona).
Istituita nel 1859, è stata fino al 1920 la quarta provincia italiana per estensione, preceduta dalle sole province di Sassari, Cagliari e Torino (che all'epoca comprendeva anche la Valle d'Aosta). Nel 1920 con l'istituzione della provincia di Trento (inizialmente comprendente anche l'Alto Adige) diviene quinta e dal 1927 ancora quinta (preceduta da Sassari, Cagliari, dalla neoistituita Bolzano e dalla ridelimitata provincia di Foggia) fino al 1975. Dopo l'istituzione di nuove province in Sardegna nel 2001, è la terza più grande provincia italiana dopo Bolzano e Foggia. In seguito alla riduzione del numero di province sarde dopo il referendum regionale del 2012, è la quarta provincia italiana per superficie dietro quelle di Sassari, Bolzano e Foggia. A seguito della riforma delle province sarde del 2021 (con l’approvazione ad aprile 2025), è la terza provincia italiana per superficie dietro quelle di Bolzano e Foggia.
Il territorio è composto per il 50,8% da montagna (circa la metà bassa montagna), per il 26,6% da collina e per il 22,6% da pianura/altopiano.

## Geografia fisica

### Morfologia
Le Alpi Cozie e Marittime e le Alpi Liguri la circondano rispettivamente a ovest e a sud, con un grande arco che solo a est della valle del Tanaro si abbassa in forme più dolci, trapassando al sistema collinare delle Langhe e Roero. I rilievi formano pertanto un grande bordo a U, entro il quale si apre l'alta pianura solcata dal Po, dal Tanaro e dai loro numerosi affluenti. Sulla sinistra del Tanaro rientra nella provincia una porzione delle colline del Monferrato, che restringono la pianura fra Bra e Saluzzo e deviano il corso del Tanaro, che raggiunge il Po solo dopo aver aggirato da sud l'intero sistema collinare.
Nell'arco alpino i fiumi incidono verdi valli trasversali, che convergono a ventaglio verso la pianura. La valle più settentrionale è quella del Po che nasce alle pendici del Monviso, massima elevazione della provincia (3841 m), la minima Santo Stefano Belbo (170 m); seguono, quasi parallele, le valli dei torrenti Varaita, Maira e Grana, affluenti di destra del Po, quelle della Stura di Demonte e del Gesso, le cui acque confluiscono nel Tanaro. Seguono le valli di alcuni affluenti di sinistra del Tanaro (Vermenagna, Pesio, Ellero, Corsaglia), e la valle del Tanaro stessa. Le valli del Belbo e della Bormida, che tributano al Tanaro da destra, incidono e delimitano con altri corsi d'acqua i rilievi delle Langhe.

### Clima e idrografia
Il clima ha caratteristiche di continentalità abbastanza spiccate, determinate dallo schermo che i rilievi oppongono alle influenze del pur vicino Mediterraneo. Ma la varietà dei fattori altimetrici e morfologici causa condizioni climatiche locali piuttosto diverse tra la zona alpina, le Langhe e la pianura, specie per quanto riguarda l'andamento delle temperature, le condizioni di soleggiamento e il comportamento dei venti. Estesi sono i boschi, specie nelle valli alpine e nella zona più elevata delle Langhe.
Dal punto di vista idrografico il territorio comprende l'alto bacino del Po e gran parte di quello del Tanaro. I corsi d'acqua che convergono a ventaglio nella pianura sono generalmente brevi e ripidi, con scarsa portata media, magre accentuate in inverno e piene talora violente in corrispondenza dei periodi più piovosi.

#### Valli della provincia di Cuneo
I corsi d'acqua che circondano Cuneo e convergono verso la pianura formano verdi valli i cui comuni erano generalmente organizzati in comunità montane, in seguito spesso sostituite da unioni di comuni. Partendo da nord-est, le valli della provincia sono:
- Valle Po, che faceva parte della comunità montana Valli del Monviso;
- Valle Bronda, che faceva parte della comunità montana Valli del Monviso;
- Valle Infernotto, che faceva parte della comunità montana Valli del Monviso;
- Valle Varaita, che faceva parte della comunità montana Valli del Monviso;
- Valle Maira, che faceva parte della comunità montana Valli Grana e Maira;
- Valle Grana, che faceva parte della comunità montana Valli Grana e Maira;
- Valle Stura di Demonte (con la ex comunità montana omonima);
- Valle Gesso
- Valle Vermenagna
- Valle Pesio
- Valle Josina
- Valle Colla
- Valli Corsaglia, Casotto, Ellero, Maudagna e Roburentello, unite nella Comunità montana Valli Monregalesi;
- Alta Valle Tanaro (la Comunità montana Alta Valle Tanaro comprendeva i comuni della valle appartenenti alla provincia di Cuneo. Il Tanaro attraversa anche le province di Asti e di Alessandria);
- Valle Mongia
- Valle Cevetta
- Valle Belbo
- Valle Bormida
- Valle Uzzone

Le Valli Gesso, Vermenagna e Pesio formavano un'unica comunità montana. La Comunità montana della Bisalta comprendeva i territori delle valli Josina e Colla. Le Valli Mongia e Cevetta facevano parte della Comunità montana Valli Mongia, Cevetta e Langa Cebana. La maggior parte della Valle Belbo rientrava nella Comunità montana Alta Langa, mentre l'ultima porzione del Belbo all'interno della provincia di Cuneo faceva parte della Comunità montana Alta Langa e Langa delle Valli Bormida e Uzzone.

## Storia
Venne istituita dal Decreto Rattazzi (regio decreto n. 3702 del 23 ottobre 1859) con i circondari di Cuneo, Alba, Saluzzo e Mondovì.
Nel 1860 vennero assegnati alla provincia di Cuneo i comuni del mandamento di Tenda, già appartenenti alla provincia di Nizza ceduta alla Francia.
Nel 1947 cedette Tenda, Vievola, San Dalmazzo di Tenda e Briga Marittima e alcune frazioni dei comuni di Vinadio e di Valdieri alla Francia in virtù del trattato di pace di Parigi firmato dall'Italia il 10 febbraio 1947 al termine della seconda guerra mondiale.
Nel 1927 a Cuneo fu assegnata la sigla CU per le targhe automobilistiche, poi modificata nel 1928 in CN. Non ci sono prove che le targhe CU siano mai state realmente emesse e che non siano rimaste una pura teoria cartacea.

### Simboli
Stemma

Gonfalone della provincia

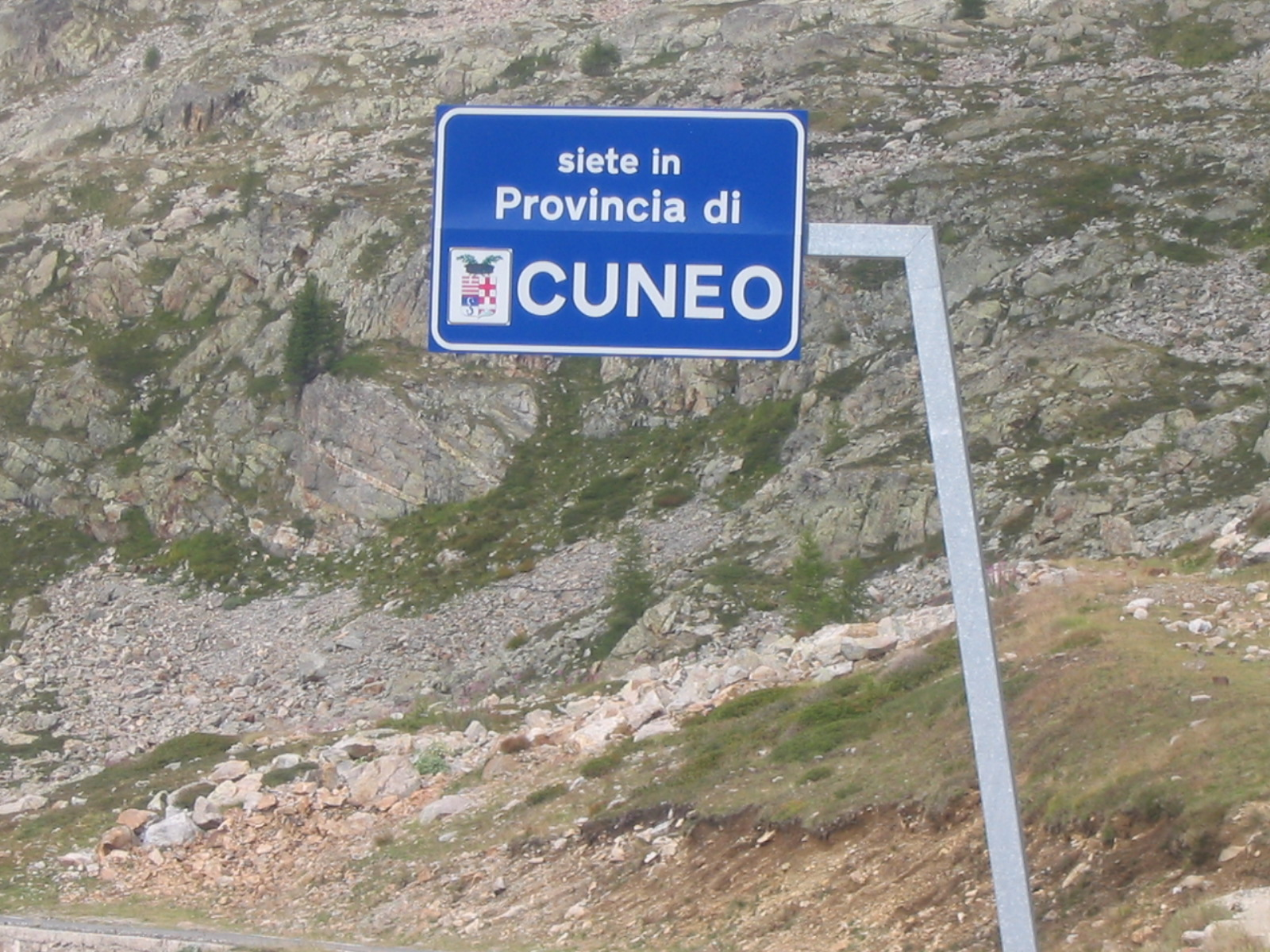
Cartello stradale di inizio del territorio provinciale di Cuneo

Lo stemma istituzionale vigente, concesso con regio decreto del 31 dicembre 1934, contiene gli emblemi dei capoluoghi degli ex circondari che formavano la provincia.
In precedenza era in uso uno stemma concesso con R.D. del 10 gennaio 1886.
Gonfalone
Il gonfalone è un drappo azzurro, ornato di ricami, frange e nappe d'oro, caricato del detto emblema e della dicitura PROVINCIA DI CUNEO.

## Società

### Comuni

I confini territoriali dei comuni della provincia di Cuneo

Dal 1º gennaio 2019 sono stati soppressi tre comuni: Castellar (incorporato a Saluzzo), Valmala (incorporato a Busca) e Camo (incorporato a Santo Stefano Belbo). Appartengono alla provincia di Cuneo i seguenti 247 comuni: 
- Acceglio
- Aisone
- Alba
- Albaretto della Torre
- Alto
- Argentera
- Arguello
- Bagnasco
- Bagnolo Piemonte
- Baldissero d'Alba
- Barbaresco
- Barge
- Barolo
- Bastia Mondovì
- Battifollo
- Beinette
- Bellino
- Belvedere Langhe
- Bene Vagienna
- Benevello
- Bergolo
- Bernezzo
- Bonvicino
- Borgo San Dalmazzo
- Borgomale
- Bosia
- Bossolasco
- Boves
- Bra
- Briaglia
- Briga Alta
- Brondello
- Brossasco
- Busca
- Camerana
- Canale
- Canosio
- Caprauna
- Caraglio
- Caramagna Piemonte
- Cardè
- Carrù
- Cartignano
- Casalgrasso
- Castagnito
- Casteldelfino
- Castelletto Stura
- Castelletto Uzzone
- Castellinaldo d'Alba
- Castellino Tanaro
- Castelmagno
- Castelnuovo di Ceva
- Castiglione Falletto
- Castiglione Tinella
- Castino
- Cavallerleone
- Cavallermaggiore
- Celle di Macra
- Centallo
- Ceresole d'Alba
- Cerretto Langhe
- Cervasca
- Cervere
- Ceva
- Cherasco
- Chiusa di Pesio
- Cigliè
- Cissone
- Clavesana
- Corneliano d'Alba
- Cortemilia
- Cossano Belbo
- Costigliole Saluzzo
- Cravanzana
- Crissolo
- Cuneo
- Demonte
- Diano d'Alba
- Dogliani
- Dronero
- Elva
- Entracque
- Envie
- Farigliano
- Faule
- Feisoglio
- Fossano
- Frabosa Soprana
- Frabosa Sottana
- Frassino
- Gaiola
- Gambasca
- Garessio
- Genola
- Gorzegno
- Gottasecca
- Govone
- Grinzane Cavour
- Guarene
- Igliano
- Isasca
- La Morra
- Lagnasco
- Lequio Berria
- Lequio Tanaro
- Lesegno
- Levice
- Limone Piemonte
- Lisio
- Macra
- Magliano Alfieri
- Magliano Alpi
- Mango
- Manta
- Marene
- Margarita
- Marmora
- Marsaglia
- Martiniana Po
- Melle
- Moiola
- Mombarcaro
- Mombasiglio
- Monastero di Vasco
- Monasterolo Casotto
- Monasterolo di Savigliano
- Monchiero
- Mondovì
- Monesiglio
- Monforte d'Alba
- Montà
- Montaldo Roero
- Montaldo di Mondovì
- Montanera
- Montelupo Albese
- Montemale di Cuneo
- Monterosso Grana
- Monteu Roero
- Montezemolo
- Monticello d'Alba
- Moretta
- Morozzo
- Murazzano
- Murello
- Narzole
- Neive
- Neviglie
- Niella Belbo
- Niella Tanaro
- Novello
- Nucetto
- Oncino
- Ormea
- Ostana
- Paesana
- Pagno
- Pamparato
- Paroldo
- Perletto
- Perlo
- Peveragno
- Pezzolo Valle Uzzone
- Pianfei
- Piasco
- Pietraporzio
- Piobesi d'Alba
- Piozzo
- Pocapaglia
- Polonghera
- Pontechianale
- Pradleves
- Prazzo
- Priero
- Priocca
- Priola
- Prunetto
- Racconigi
- Revello
- Rifreddo
- Rittana
- Roaschia
- Roascio
- Robilante
- Roburent
- Rocca Cigliè
- Rocca de' Baldi
- Roccabruna
- Roccaforte Mondovì
- Roccasparvera
- Roccavione
- Rocchetta Belbo
- Roddi
- Roddino
- Rodello
- Rossana
- Ruffia
- Sale delle Langhe
- Sale San Giovanni
- Saliceto
- Salmour
- Saluzzo
- Sambuco
- Sampeyre
- San Benedetto Belbo
- San Damiano Macra
- San Michele Mondovì
- Sanfront
- Sanfrè
- Sant'Albano Stura
- Santa Vittoria d'Alba
- Santo Stefano Belbo
- Santo Stefano Roero
- Savigliano
- Scagnello
- Scarnafigi
- Serralunga d'Alba
- Serravalle Langhe
- Sinio
- Somano
- Sommariva del Bosco
- Sommariva Perno
- Stroppo
- Tarantasca
- Torre Bormida
- Torre Mondovì
- Torre San Giorgio
- Torresina
- Treiso
- Trezzo Tinella
- Trinità
- Valdieri
- Valgrana
- Valloriate
- Venasca
- Verduno
- Vernante
- Verzuolo
- Vezza d'Alba
- Vicoforte
- Vignolo
- Villafalletto
- Villanova Mondovì
- Villanova Solaro
- Villar San Costanzo
- Vinadio
- Viola
- Vottignasco

### Comuni più popolosi
I comuni più importanti, ovvero le città con più di 15 000 abitanti della Provincia di Cuneo, sono sette: al capoluogo Cuneo seguono Alba, Bra, Fossano, Mondovì, Savigliano, Saluzzo.
In ragione del loro numero, tali comuni sono localmente soprannominati “sette sorelle”.
| Pos. | Comune     | Abitanti | Stemma | Foto |
| ---- | ---------- | -------- | ------ | ---- |
| 1    | Cuneo      | 56 008   |        |      |
| 2    | Alba       | 31 168   |        |      |
| 3    | Bra        | 29 972   |        |      |
| 4    | Fossano    | 24 138   |        |      |
| 5    | Mondovì    | 22 029   |        |      |
| 6    | Savigliano | 21 729   |        |      |
| 7    | Saluzzo    | 17 574   |        |      |

## Economia

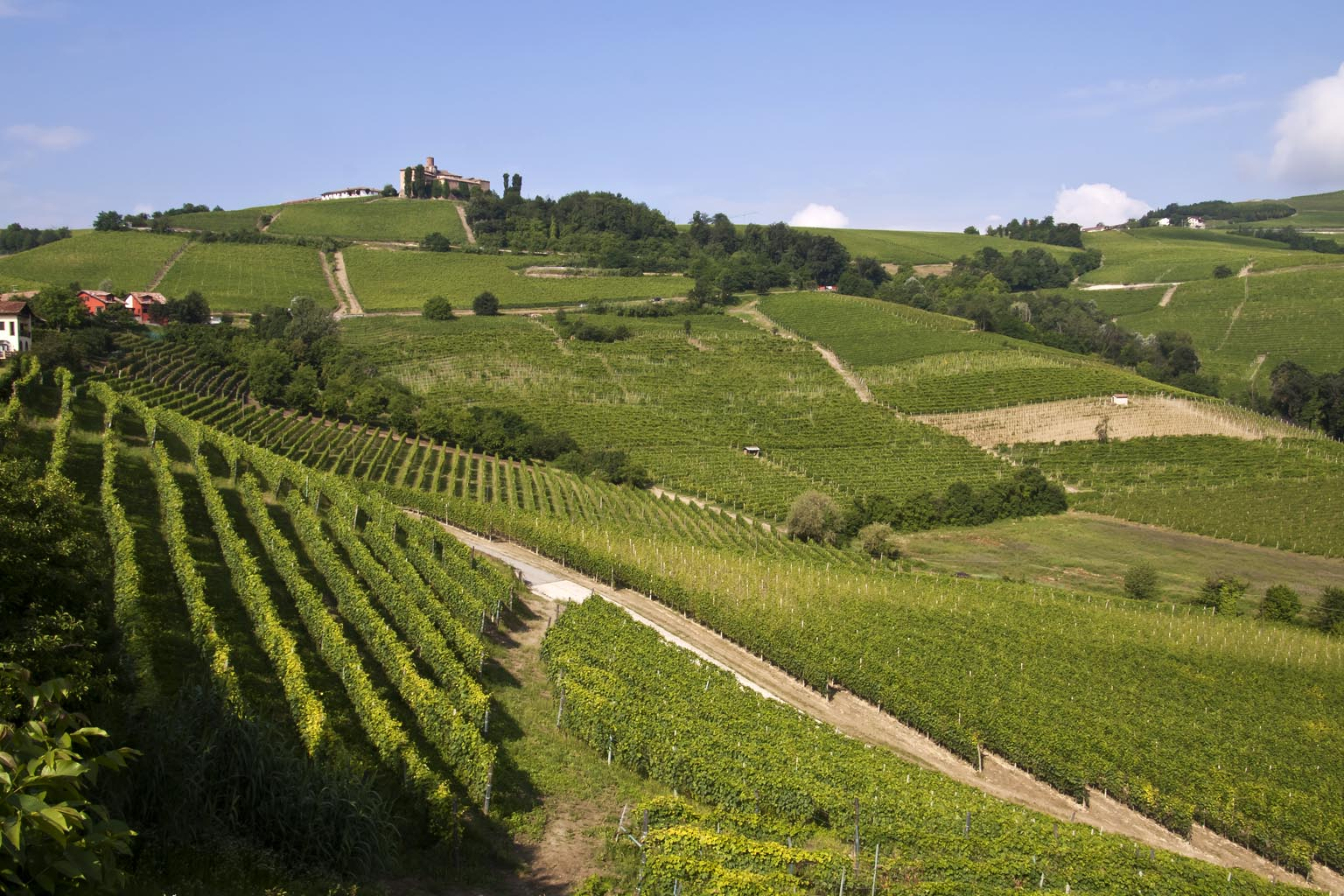
Le Langhe

L'economia della provincia di Cuneo è tradizionalmente forte nei settori dell'agricoltura e della zootecnia.
Tra le industrie principali note a livello nazionale e internazionale, vanno ricordate:
- Miroglio, industria tessile di Alba fra le maggiori aziende del comparto in Italia;
- Ferrero di Alba, terza industria dolciaria al mondo;
- Edizioni San Paolo di Alba;
- Maina di Fossano, specializzata nella produzione di prodotti da forno;
- Balocco di Fossano, specializzata nella produzione di prodotti da forno;
- Monge di Monasterolo di Savigliano, specializzata nel pet food;
- Silvateam di San Michele Mondovì, multinazionale specializzata nella produzione di tannino.

Leader continentali e/o mondiali nei loro comparti sono:
- Merlo Spa di Cervasca, costruttrice di mezzi da cantiere e agricolo/forestali;
- Bottero Spa di Cuneo, specializzata nella produzione di macchine per la lavorazione di vetro piano e cavo;
- Mondo Spa di Alba, che produce piste di atletica per gli stadi olimpici e attrezzature sportive;
- Abet Spa di Bra, specializzata nella produzione di laminati plastici;
- Arpa Industriale Spa di Bra, anch'essa fra le principali aziende europee specializzate nella produzione di laminati plastici;
- Mtm- Brc Spa di Cherasco, gruppo leader nelle apparecchiature per la trazione a gas.

A Savigliano opera lo stabilimento Alstom (già Fiat Ferroviaria Savigliano) azienda produttrice di materiale rotabile fra cui il famoso Pendolino e il più recente ETR 500. A Verzuolo è nato il colosso cartario Cartiere Burgo, che dispone ancora in questa località, nei pressi di Saluzzo, del suo principale stabilimento in cui produce carta per l'editoria.
Sicuramente da segnalare il distretto delle bici made in Cuneo. Tra le più note:
- Denver di Dronero;
- Telai Olagnero di Roccabruna;
- Dino Bikes di Borgo San Dalmazzo;
- Montana Bike di Magliano Alpi.

Sono inoltre presenti sul territorio provinciale stabilimenti dei maggiori gruppi mondiali legati al settore automobilistico:
- Michelin (Cuneo e Fossano);
- Saint-Gobain (Savigliano, Cuneo);
- Valeo e Ferodo (Mondovì);
- Asahi Glass (Cuneo);
- ITT Galfer (Barge);
- Adler Group (Pianfei);
- Bitron (Dronero, Rossana);
- FIRAD (Bagnolo Piemonte).

e al settore alimentare: 
- Buitoni (gruppo Nestlé) (Moretta);
- Diageo, che produce alcolici come Smirnoff Ice (Santa Vittoria d'Alba).

Il comparto in cui eccelle il sistema industriale Cuneese è quello alimentare: 
- lattiero-caseario (Biraghi, Osella, Valgrana, Inalpi, Occelli e Fattorie Fiandino);
- dolciario (Ferrero, Maina, Balocco, Panealba ed Accornero, Cuba-Venchi, Baratti&Milano, Campiello);
- conserve alimentari (Galfrè, Agrimontana, F.lli Saclà);
- vini e liquori (Cinzano, Fontanafredda).

Sotto il profilo enologico, nella provincia di Cuneo vengono prodotti molti vini DOC e DOCG, conosciuti in Italia e nel mondo. A solo titolo esemplificativo e non esaustivo, si ricordano:
- l'Alba DOC, denominazione di recente creazione, che include diversi vini prodotti nel territorio delle Langhe e del Roero a partire da uve Nebbiolo e Barbera;
- l'Alta Langa DOCG, vino spumante metodo classico millesimato che sta suscitando crescente interesse in Italia e nel mondo;
- l'Asti DOCG, denominazione riservata a diversi vini prodotti da uve Moscato bianco;
- il Barbaresco DOCG, prodotto a partire da uve Nebbiolo in un territorio riconosciuto patrimonio dell'umanità, incluso nel 2021 tra i migliori 100 vini del mondo dalla rivista specializzata Wine Spectator[14];
- il Barolo DOCG, conosciuto anche come il Re dei vini[15] e anch'esso incluso nella lista dei migliori 100 vini al mondo redatta da Wine Spectator[14], apprezzato in tutto il mondo;
- il Dogliani DOCG;
- il Dolcetto d'Alba DOCG;
- il Nebbiolo d'Alba DOC;
- il Roero DOCG.

Va menzionato il settore imbottigliamento delle acque minerali con gli stabilimenti di Vinadio (marchio S. Anna), Garessio e Ormea (marchio S. Bernardo), Roccaforte Mondovì (marchio Lurisia) e la più recente acqua Eva imbottigliata a Paesana alle pendici del Monviso. Questi quattro marchi (su 170 del frammentato panorama italiano) coprono oltre il 15% della produzione nazionale (fonte Beverfood 2017/2018).
Quello meccanico:
- piattaforme aeree (OP-Pagliero, Altidrel);
- semirimorchi, semirimorchi modulari e cargo (Rolfo, Cometto);
- apparecchi di movimentazione (Gruniverpal);
- sollevatori telescopici (Merlo);
- treni e carrozze (Alstom):
- rimorchi agricoli (F.lli Randazzo) (Crosetto).

### Turismo
Un ruolo importante nell'economia provinciale è rivestito anche dall'industria turistica, data la ricchezza del territorio dal punto di vista enogastronomico, storico e paesaggistico.

## Infrastrutture e trasporti
La posizione "marginale" della provincia, situata a ridosso del settore alpino sudoccidentale, si accompagna all'esistenza di vie d'accesso complessivamente poco capienti. L'isolamento del cuneese rispetto al resto del territorio nazionale italiano è storicamente tanto rilevante che per la provincia è stato coniato il soprannome di "terza isola d'Italia".

### Strade

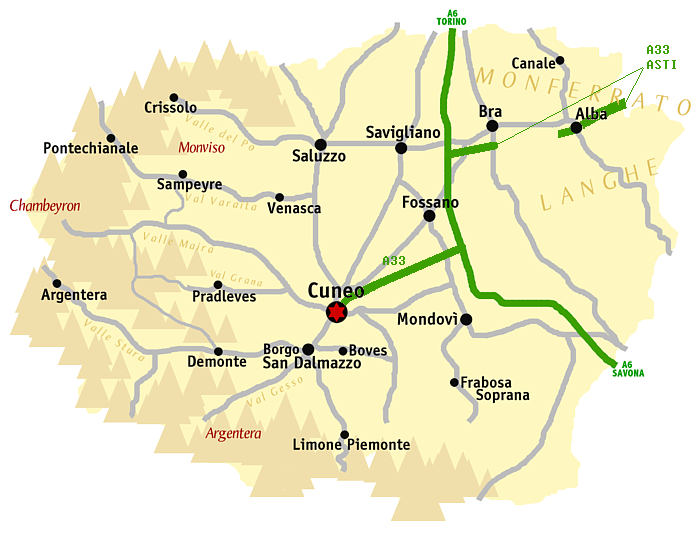
Strade principali

Il capoluogo è collegato alla rete autostradale dal febbraio 2012, a seguito dell'inaugurazione del tratto Cuneo-Sant'Albano Stura dell'autostrada A33 Asti-Cuneo, che comprende tre uscite (Cuneo Est, Cuneo Centro e Sant'Albano) e interseca l'autostrada A6 Torino-Savona in prossimità della frazione Massimini del comune di Carrù. L'A6 è stata precedentemente la sola autostrada a servire il territorio della Granda mediante gli svincoli di Marene, Fossano, Carrù, Mondovì, Niella Tanaro, Ceva, Montezemolo. Altre arterie viarie d'importanza strategica sono poi la Strada statale 28 del Colle di Nava che collega alla Liguria, la Strada statale 20 del Colle di Tenda e di Valle Roja, e la Strada statale 21 della Maddalena, che danno accesso alla Francia.
La rete viaria cuneese, pur essendo la più lunga tra quelle delle province italiane (con un totale di 3 683 km), soffre di vari problemi: la situazione è complicata dalla lentezza con cui vengono portati avanti gli ampliamenti più significativi (a titolo d'esempio, il cantiere dell'autostrada A33 avanza a ritmi lenti e con lunghi momenti di stasi) e le progettazioni di nuove strade (quali la tangenziale di Cuneo e i collegamenti Cuneo-Pinerolo, Cuneo-Sisteron e Cuneo-Nizza).

### Ferrovie
Il territorio provinciale è servito dalle ferrovie Cuneo-Ventimiglia-Nizza, Cuneo-Fossano, Savigliano-Saluzzo-Cuneo e Torino-Savona; cuore del sistema è la stazione di Cuneo.
Anche la rete ferrata è caratterizzata da limiti e arretratezza: tra la fine del XX secolo e l'inizio del XXI varie linee secondarie (Cuneo-Mondovì, Mondovì-Bastia Mondovì, Bastia-Bra, Bra-Cavallermaggiore, Cavallermaggiore-Savigliano, Ceva-Ormea) sono state dismesse o depotenziate; le tratte residue sono inoltre per lunghi tratti a binario unico e talora non elettrificate.

### Aeroporti
Lo scalo aeroportuale di riferimento della provincia è Cuneo-Levaldigi, nel territorio comunale di Savigliano.

### Autolinee
Dal 2010 trasporto pubblico locale su gomma della provincia è gestito dalle aziende facenti parte del Consorzio Trasporti Granda Bus, con collegamenti sia all'interno della provincia stessa sia con le vicine province di Torino, Asti, Imperia e Savona.